# Златкин, Илья Яковлевич
Илья Яковлевич Златкин (1898, Санкт-Петербург — 1990, Москва) — советский историк, востоковед и дипломат, доктор исторических наук, Участник Гражданской и Великой Отечественной войн. Гв. подполковник запаса.

## Биография
Родился в 1898 году в многодетной семье кустаря-портного. Член РСДРП(б) с 1915. В декабре 1915 арестован, заключен в тюрьму. После освобождения — секретарь Рождественского райкома РСДРП(б) Петрограда. В сентябре 1917 призван в армию, направлен в 1-й запасной артдивизион в г. Лугу, где принял непосредственное участие в установлении Советской власти в качестве председателя Военно-революционного комитета г. Луги, после Октябрьской революции руководитель уездного комитета РСДРП(б) Участник гражданской войны.
В мае 1918 г. направлен на Восточный фронт в полк им. Володарского начальником разведки, в ноябре 1918 г. направлен на учёбу в Ораниенбаум на командирские курсы. В 1920—1921 гг. принимал участие в военных действиях на Западном фронте. В 1922—1924 гг. И. Я. Златкин занимал должности начальника отдела Московского политуправления РККА, начальника политотдела Читинского округа. В 1925—1926 гг. являлся слушателем Курсов усовершенствования высшего командного состава, в 1927—1928 гг. работал в политуправлении Куйбышевского военного округа.
После демобилизации в 1927 на партийно-хозяйственной работе в Ленинграде, Марийской АССР.
В 1930-39 сотрудник Наркомата иностранных дел: Генконсул СССР в Урумчи (Китай), советник, полпред посольства СССР в МНР и одновременно редактор журнала «Современная Монголия», заместитель заведующего Дальневосточным отделом. С марта 1938 по июль 1939 гг. — заместитель начальника отдела Наркомата иностранных дел СССР. С 1939 на административной работе в НИИ Госплана СССР и др.
С первых дней Великой Отечественной войны доброволец народного ополчения. Воевал на Западном, Ленинградском, 4-м Украинском, 2-м Прибалтийском, 1-м Белорусском фронтах. Награждён орденами и медалями.
После окончания войны — заместитель директора Госиздата, ученый секретарь издательства «Советская энциклопедия». Окончил Плановую академию им. В. М. Молотова в Москве, затем аспирантуру Московского университета, доктор исторических наук (1962). Научной работой по истории Монголии, анализу её современных проблем начал заниматься ещё на дипломатической службе. С 1950 г — в Институте востоковедения АН СССР, одновременно читал курс истории Монголии в МГИМО. Автор около 100 научных публикаций.

## Основные труды
- Монгольская Народная Республика — страна новой демократии: Очерк истории, М.-Л., 1950;
- Очерки новой и новейшей истории Монголии, М., 1957
- История Джунгарского ханства, М, 1964, 2-е изд., 1983;

## Ответственный редактор
- Бира Ш. Монгольская историография (XIII - XVII вв.) /Отв.ред. И.Я. Златкин. М.: "Наука" ГРВЛ, 1978;

## Награды
- Кавалер ордена Октябрьской Революции[2]
- Кавалер ордена Красного Знамени[3]
- Кавалер ордена Отечественной войны I степени[4]
- Кавалер ордена Красной Звезды[5]
- Медаль «За оборону Сталинграда»